# Rubén Marcelo Gómez
Rubén Gómez (ur. 26 stycznia 1984 w Adrogué w prowincji Buenos Aires) – argentyński piłkarz, grający na pozycji ofensywnego pomocnika.

## Kariera klubowa
Rozpoczął karierę piłkarską w klubie Belgrano Córdoba, w składzie którego grał 2 sezony w lidze argentyńskiej. W 2003 wyjechał do Hiszpanii, gdzie miesiąc przebywał na testach w klubie RCD Mallorca. Stąd został zaproszony do ukraińskiego Metałurha Donieck. Od 2005 grał na wypożyczeniu w klubach Stal Ałczewsk, KV Mechelen i Zoria Ługańsk. W lipcu 2009 jako wolny agent został piłkarzem Zakarpattia Użhorod. W czerwcu 2010 przeszedł do cypryjskiego AEK Larnaka. 30 stycznia 2012 podpisał 3,5 letni kontrakt z Tawriją Symferopol. Po rozwiązaniu Tawrii latem 2014 przeniósł się do APO Lewadiakos. 2 października 2015 został piłkarzem mołdawskiej Zarea Bielce.